# کاکاماخی (کارابوداخکنتسکی)
کاکاماخی (به لاتین: Kakamakhi) یک منطقهٔ مسکونی در روسیه است که در شهرستان قره‌بودوخ‌کنتسکی واقع شده‌است.